# En quête de vengeance
En quête de vengeance est un roman de fantasy écrit par Robin Hobb. Traduction française de la première moitié du livre original Fool’s Quest publié en 2015, il a été publié en français le 27 janvier 2016 aux éditions Pygmalion et constitue le troisième tome du troisième cycle de L'Assassin royal.

## Résumé
FitzChevalerie a amené le Fou à Castelcerf, afin de se faire aider par le clan d'Art du roi Devoir pour tenter de le guérir. Le Fou est en effet blessé et épuisé par les tortures passées, qui lui laissent encore de nombreuses lésions, et par les poisons qui intoxiquent son corps. En utilisant l'Art pour le guérir, Fitz découvre à quel point ils sont liés.
Ortie attend un enfant de Crible, qui sera sans doute une fille. Elliania l'annonce officiellement à la fête de l'hiver afin de montrer que la maîtresse d'Art et son compagnon ont l'appui de la royauté. Devoir, semblant mis devant le fait accompli, confirme les dires de sa femme. Cette dernière voit tout cela d'un bon œil car cette fille pourrait devenir la Narcheska, la descendante féminine appelée à diriger les îles Outriliennes. Ce même soir, l'ascendance de FitzChevalerie est enfin officiellement dévoilée et Umbre accompagne Fitz jusqu'au trône devant un parterre de courtisans ébahis. Fitz pourra dorénavant vivre sans avoir à cacher son identité, sans être pourchassé comme le Bâtard-au-Vif.
Pendant ce temps, à Flétribois, le groupe de mercenaires chalcédiens qui a enlevé Abeille poursuit son assaut, perpétrant viols et massacres sous la direction de leur chef Ellick. Ces soldats sont encadrés par un groupe de « blancs », dirigés par une certaine Dwalia qui semble susciter chez tous l'envie de la satisfaire et le désir d'en être aimé. Elle commande aussi Vindeliar, le garçon brouillard qui, par suggestion d'Art, décourage toute rébellion ou réflexion de la part des survivants. Pour éviter le viol d'Évite, elle laisse entendre qu'elle sait que celle-ci doit l'accompagner… Toutes deux sont alors emportées en traîneaux.
Dès qu'il est averti de la disparition de sa fille par un émissaire envoyé par Umbre, Fitz regagne Flétribois par l'intermédiaire des Pierres Témoins et découvre l'ampleur des dégâts. Le personnel survivant, sous l'emprise de la suggestion d'Art, a tout oublié de ce qu'il s'est passé. Seul Persévérance, le jeune palefrenier, qui a essayé d'aider Abeille à fuir ses ravisseurs, n'est pas touché par cet oubli et il peut ainsi raconter ce qui s'est réellement passé.
Umbre, parti un jour plus tard de CastelCerf en compagnie de Lourd, découvre avec horreur qu'Évite a disparu. Il avoue alors à Fitz qu'Évite est en réalité Pépite Tombétoile, sa fille, et que FitzVigilant est également son fils, qu'il a eu avec Laurier, et qu'il faut l'appeler Lant. Fitz et Umbre réussissent à rendre la mémoire à tous ceux qui l'ont perdue en leur faisant boire de l'écorce elfique. Ils recueillent alors avec horreur tous les témoignages.
Lorsque Fitz et Umbre tentent de retourner par les Pierres Témoins à Castelcerf, ils sont attaqués par quatre soldats censés les protéger, ces derniers ayant été soudoyés par le beau-père d'Évite afin de tuer Umbre. Fitz et Umbre parviennent à tuer leurs assaillants, Fitz en ressortant légèrement blessé, à l'inverse d'Umbre qui souffre de graves blessures. Fitz parvient à les faire transiter par les Pierres Témoins mais c'est Ortie et Devoir qui parviennent un jour plus tard à les y en sortir. Fitz découvre que pendant leur absence, la santé du Fou s'étant dégradé, Cendre, l'apprenti d'Umbre responsable du Fou, lui a administré du sang de dragon, qui a accéléré sa guérison, mais qui a opéré en lui des changements et modifié ses rêves. Cendre s'est avéré être un apprenti particulièrement doué mais également plein de surprise car il est en fait une fille appelée Braise. Cette dualité touche beaucoup le Fou, lui qui par le passé a pris l'apparence d'une femme, Ambre.
Abeille et Évite sont probablement en route pour Clerres, l'école des Blancs où le Fou a été si atrocement torturé. Pour l'instant, elles ne semblent pas en danger, Abeille étant considérée comme un Shaysim (un être qui peut avoir des visions prophétiques) ; toutefois on la prend pour un garçon, « le fils inattendu ». Difficile pour les gens lancés à leur trousse de les trouver, mercenaires chalcédiens et traîneaux étant rendus invisibles par injonctions d'Art. Des vifiers, dont les animaux de Vif pourront peut-être apercevoir les ravisseurs, sont envoyés pour essayer de les dépister.
Umbre, à la suite de son dernier voyage par les Pierres Témoins, est en train de se faire aspirer par l'Art. Ortie va tenter de le ramener avec l'aide de Devoir.